# Marxista valláselmélet
A marxista valláselmélet ateista, tagadja a természetfeletti erők és lények létezését, valamint materialista, mert a vallás keletkezését az emberi tudat, valamint a környező természeti és társadalmi valóság ellentmondásaiból vezeti le. A marxizmus szerint a tételes vallások az állam létrejöttével párhuzamosan alakultak ki, mint az osztálytársadalmak termékei.
Karl Marx A hegeli jogfilozófia kritikájához című munkájában kifejtette, hogy a „vallási nyomorúság a valóságos nyomorúság kifejezése, s egyszersmind tiltakozás a valóságos nyomorúság ellen....A vallás a nép ópiuma.”

## A vallás meghatározásai

### A vallás szó etimológiájára támaszkodó meghatározási kísérletek
A magyar „vallás” szó a 16. századtól használatos a mai értelmében, korábban „a bűnök megvallása” értelmében volt használatos. Ebben a korban a magyarországi reformáció és ellenreformáció közötti küzdelemben különösen fontos volt a – katolikus vagy protestáns – hit megvallása, ezért vált használatossá ez a szó a vallásra.
Korábban a magyarban és számos idegen nyelvben egyaránt a latin religio szó vagy annak származéka volt használatos, a régi magyarban például a religyió változat. Ennek a szónak az etimológiája azonban magában a latin nyelvben is vitatott.
Cicero a religio szót a relegere szóból származtatja, aminek a jelentése figyelembe venni, megtartani, szorgosan tanulmányozni.
Hippói Szent Ágoston egyházatya szerint a szó eredetét a religere (újraválasztani) igében kell keresni, azaz a vallás az istenség folyamatos újraválasztását jelenti.
Lactantius ókori keresztény egyházi író a religio szót a religare (megkötni, összekötni) igére, azaz az embert az istenhez fűző kötelékre vezette vissza. Ez az értelmezés már Lucretius római költőnél és materialista filozófusnál megjelent, ő azonban negatív értelemben használta, a vallást olyan köteléknek tekintette, ami az embert károsan gúzsba köti.
A vallás számos meghatározása ismeretes a szó etimológiájában rejlő meghatározási kísérleteken túlmenően is. Aquinói Szent Tamás szerint „a vallás az értelmes teremtmény (az ember) odarendelése (viszonya) az istenséghez, mint első elvhez és végső célhoz”. E definíció szerint azonban vallásnak csak a tiszta monoteizmus tekinthető.

### Vallás vagy vallások
A vallás fogalmának egyik legnagyobb ellentmondása, hogy a világon sok száz különböző, magát vallásként definiáló szellemi irányzat létezik. Nincs olyan közöttük, amelyiket más vallások ne tartanának helytelennek vagy éppen esztelennek. A vallásoknak azonban mégis van közös alapjuk, még ha ezt sok vallás nem is ismeri el (mert csak saját magát tartja igazán vallásnak).

### A vallás marxista jellemzése
A marxizmus klasszikusai számos szempontból foglalkoztak a vallás kérdéseivel, de nem alkottak összefüggő valláselméletet és nem is adták meg a vallás sajátos definícióját. Kautsky szerint "Marx semmiféle filozófiát nem hirdetett, csak minden filozófia végét." Marx és Engels életművéből azonban levezethetőek a vallás forrására, legfőbb jellemzőire és lényeges funkcióira vonatkozó nézeteik.
A vallás az embernek arra adott válasza, hogy a szeszélyes, bizonytalan, kiszámíthatatlan természetet valamilyenképpen uralma alá hajtsa, vagy legalább befolyásolja. Ha az ember élete zavartalan, önmegvalósulását semmi sem gátolja, nincs szüksége vallásra.
Ezek szerint a vallás komplex társadalmi jelenség, a transzcendenciába vetett hit, az ebből fakadó világnézeti álláspont és emberi praxis, aminek forrása a külső természeti és társadalmi erőknek az egyén feletti uralma, az emberi, társadalmi létezés történelmileg adott elméleti lehetőségei és annak gyakorlati megvalósulása közötti, gyakran áthághatatlan szakadék.
Az ember ugyan ténylegesen nem találkozik természetfeletti erőkkel és lényekkel, de meghatározott helyzetekben úgy érzi, hogy ezek léte és hatása szükségszerű, végzetszerű a saját életére. Az emberi történelem hosszú évezredei alatti tapasztalat, hogy idegen, felfoghatatlannak és befolyásolhatatlannak tűnő természeti és társadalmi erők uralkodnak az egyén felett. A vallás az emberek felett érvényesülő idegen erők, az elidegenedés kifejeződése, illetve az emberi tudatnak az ilyen erők leküzdésére tett kísérlete.
A vallás az embereket “álomvilágba ringatja”, a földi boldogság helyett a túlvilági boldogságra fekteti a hangsúlyt, a tömegek kedvét elvéve attól hogy jobb sorsuk érdekében fellázadjanak, és ezzel a kizsákmányolókat segíti.
A marxizmus materialista alapon tagadja a létezését többek között: a léleknek, a túlvilágnak, Istennek. Csak az anyagi világ létezik. A marxista abból merít erőt, hogy csak egyetlen élete van, itt a földön.
A marxista ideológia szerint a termelési viszonyok jobbrafordultával, valamint a “szabad önmegvalósítás” teljes kifejlesztésével a vallás idővel szükségképpen magától elenyészik.

## A vallás eredete
A vallás eredetére vonatkozóan  számos erősen különböző elmélet létezik. Ezek két fő csoportra oszthatók.

### Filozófiai-teológiai irányzatok
Alapelvük, hogy a vallás az ember tartozéka, a vallás hiánya a lélek betegsége. A teológia szerint az ember történetének kezdetőtől vallásos, mégpedig egyistenhívő (ősmonoteizmus vagy premonoteizmus) a Biblia és más hagyományos hittételek alapján.

### Evolúciós irányzatok
Ezek nem elvont „alapigazságokból”, hanem a vallástörténeti tények értelmezéséből indulnak ki. Legtöbb képviselőjük abból indul ki, hogy az emberiség történetének kezdetén volt egy hosszú vallás nélküli időszak, majd fokozatosan kibontakoztak az úgynevezett kvázi-vallások, mint a fetisizmus (Charles de Brosses, 1709-1777), az animizmus, a totemizmus. Innen vezetett az út a politeizmuson keresztül a vallás legmagasabb fokához, az egyistenhithez.

### Marxista felfogás
A marxista vallástörténet nem fogadja el az emberi történelem ősi, vallás nélküli időszakának elméletét, mert az emberiség kialakulását végigkísérte a természeti erőkkel folytatott küzdelem, aminek lehetőségei korlátozottak voltak, ezért az emberi tudat a kezdetektől szükségszerűen fantasztikus, vallásos jellegű kiegészítésekhez fordult. Már a korai vallásos tudatnak az egyik legfontosabb jellemzője, hogy a külvilág erőit az emberhez hasonlónak, akarattal, érzelmekkel, célkitűző tevékenységgel rendelkező hatalomnak fogja fel (antropomorfizmus).
A marxizmus nem tartja elegendőnek az ókori materialisták, mint Lucretius egyszerű érvelését, aki a vallást pusztán a természeti erőktől való félelem termékének tartja. Hasonlóképpen leegyszerűsítő és végső fokon káros az a felvilágosodás hatására elterjedt vélemény, miszerint  a vallás az emberiség nagy tévedése, a tudatlanság terméke.

## Az ősközösségi társadalom vallási formái

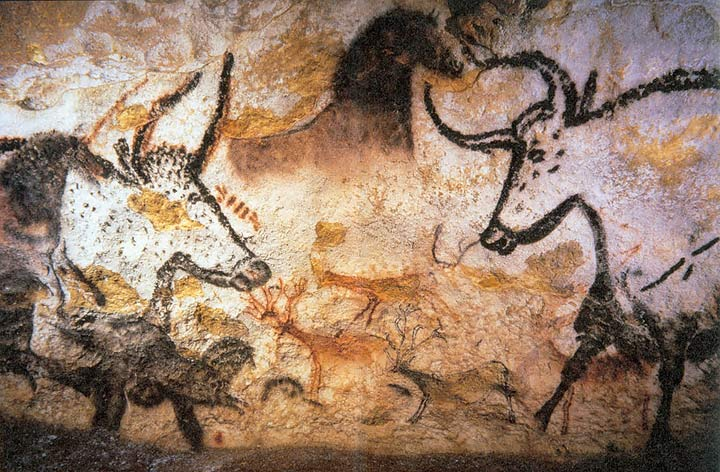
Mágikus állatábrázolások a Lascaux-i barlangból

Az ősközösségi társadalom vallási jelenségeit a régészet eredményei valamint a természeti népek ma is élő vallási szokásai alapján lehet tanulmányozni. A régészet eredményeire példa a pekingi ember (Homo erectus pekinensis, régebben Sinanthropus pekinensis) lelőhelyének feltárása a Peking melletti Csoukoutien (Zhoukoudian) barlangjában. Itt az emberi és állati csontok keveredéséből nyilvánvalóvá vált, hogy a korabeli, mintegy félmillió évvel ezelőtti őskőkori ember még nem temette el halottait.
A régészeti és néprajzi tények vizsgálatával számos szokást, hiedelmet, társadalmi gyakorlatot fedeztek fel és írtak le, amelyek elemei általában nem elkülönülten, hanem egymást átfonva jelentkeztek. Ilyen a totemizmus, a sámánizmus, a tabu, a fetisizmus, a mágia. Egy későbbi fejlemény az animizmus, a lelkekbe, szellemekbe vetett hit, ami minden bizonnyal a halál jelenségének magyarázatából fejlődött ki, és nagy szerepet játszott benne az álom „tapasztalata” is. Ezzel összefüggésben jelent meg a túlvilágba vetett hit, már a neandervölgyi ember korában, és megkezdődött a halottakról való gondoskodás, a temetkezés vagy hamvasztás.
A lélekre vonatkozó elképzelések megjelenésével, az elvont gondolkodás fejlődésével megkezdődött a természet különböző jelenségeinek, egyes állatok, növények lélekkel való felruházása is. Fokozatosan kialakult az emberi életre nagy hatást gyakoroló „égi jelenségeknek”, elsősorban a Napnak, majd a Holdnak, egyes jól megfigyelhető bolygóknak, csillagoknak a kultusza. A Nap, mint hímnemű princípium termékenyíti meg az anyaként felfogott Földet. Az őstársadalmakban alakultak ki az úgynevezett tenyészet-enyészet mítoszok csírái is, amelyek a természet periodikus megújulására kerestek magyarázatot.

## Az isteneszme kialakulása
Az ősközösség után az osztálytársadalmak kialakulása nagy hatással volt a vallás fejlődésére is. Ahogy a társadalomban megjelent az úr és a szolga viszonya, a személyes vezetés és parancsnoklás gyakorlata, a hitvilágban is megjelent ennek tudati tükörképe, a személyes isten fogalma, a teizmus.

### Többistenhit

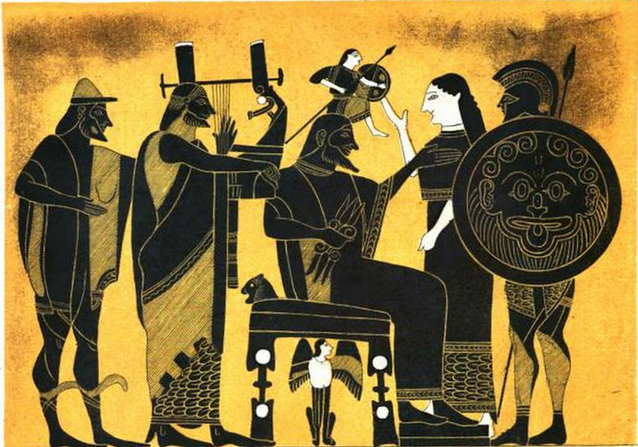
Pallasz Athéné kipattan Zeusz fejéből

Ennek első formája a politeizmus, a sok istenbe vetett hit volt. A kialakuló államok mintájára a vallásos elképzelésekben megjelent az istenek állama, a panteon. Az istenkirályok olyan udvartartással rendelkeztek, mint a földi királyok. A politeisztikus istenek legfontosabb vonása az antropomorfizmus, a földi emberhez való hasonlóság, beleértve az emberi hibákat, gyarlóságot is. A fejlődés későbbi fokán az egyszerű antropomorfizmus helyébe az antropopatizmus lépett; ekkor az istenek már nem testi megjelenésükben, hanem lelki tulajdonságaikban hasonlítottak az emberhez.
A politeisztikus istenek azonban nem szakadtak el teljesen a korábbi, a természeti jelenségekhez, főleg az állatokhoz kötődő hitvilágtól; az istenek az emberi tulajdonságok mellett megőriztek bizonyos állati jellegzetességeket is. Különösen megfigyelhető ez az ókori egyiptomi vallásban, de Zeusz is szerepel időnként bika alakjában. Még a kereszténységben is fellelhetők bizonyos ősi, az állatokkal kapcsolatos motívumok, mint Isten báránya, a Szentlélek galambként való ábrázolása, az evangélisták állatszimbólumai.

### Egyistenhit

#### A monoteizmus kialakulása
Az egyistenhit, a monoteizmus a nagy birodalmak kialakulásával párhuzamosan jelent meg a vallásokban. Egy-egy birodalom erőskezű uralkodói letörték a korábbi kis államok, városállamok rendszerét, és óriási hatalomra tettek szert. Ennek tükörképeként jelent meg az „égi világban” az egyetlen mindenható isten fogalma.
Ez a tendencia már az ókori Egyiptomban megjelent, amikor a Ámon és Ré istenek – a földi egyiptomi birodalomban zajló központosítási törekvésekkel párhuzamosan – egybeolvadtak, és Ámon egyesítette magában az összes isten tulajdonságait. Ehnaton uralkodása alatt még határozottabban jelent meg az egyistenhit Aton napisten kötelezően bevezetett tiszteletében. Ezek a tendenciák azonban végső soron Egyiptomban még nem jutottak uralomra.
Hasonló jelenség érvényesült Mezopotámiában, amikor Hammurapi babiloni király birodalma létrehozásakor Mardukot, Bábel helyi istenét emelte a panteon élére. Asszíria későbbi létrejöttével viszont Assur lett az új birodalom főistene.
Ezek a főistenek még nem egyedüli istenek, kisebb istenségek serege szolgál körülöttük, és legtöbbször megjelenik közöttük egy ellenlábas istenség, szellemi hatalom is, az alvilág, a gonosz ura. Ez a dualizmus az ókori perzsa vallásban, a zoroasztrizmusban érzékelhető a legkarakterisztikusabban, Ahura Mazdá és Angra Mainju istenek küzdelmében, de hasonló kettősség fennmaradt az osztálytársadalmak összes vallásában, mint az isten és az ördög ellentéte. A marxizmus szerint ez a vallási kép a földi társadalom megosztottságának egyfajta tükröződése.

#### A zsidó vallás

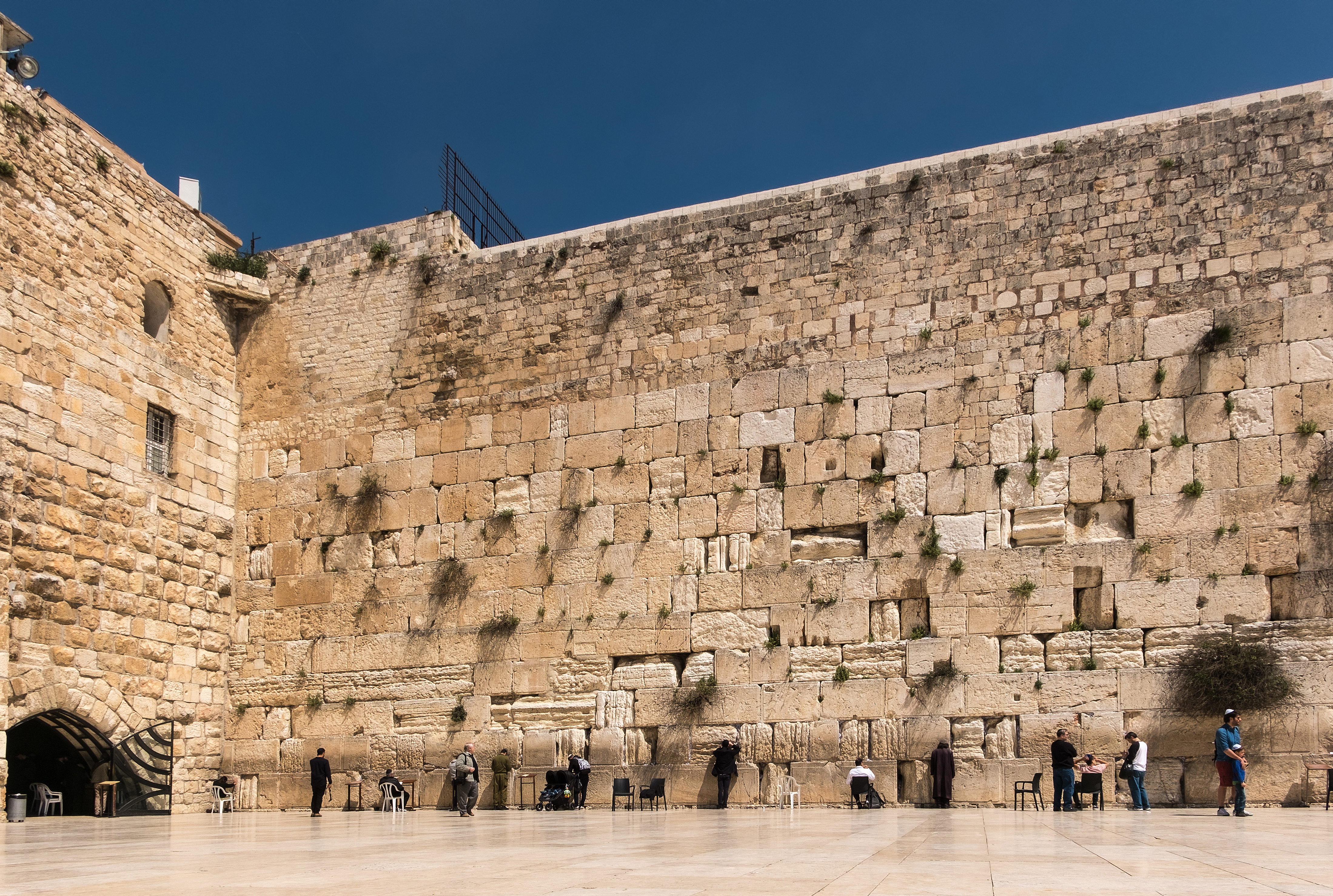
A Templom maradványai Jeruzsálemben

Az első igazi monoteista vallás a zsidó vallás kifejlődése révén alakult ki. A 12 izraeli törzs szövetsége által választott isten, Jahve felfogásuk szerint eleinte csak a zsidó nép istene volt, és nem zárták ki, hogy más népek más isteneket imádjanak. Azt a hitet, miszerint minden népnek megvan a maga istene, henoteizmusnak vagy monolátriának nevezik.
A marxizmus szerint a zsidó vallás kialakulásában is a korabeli társadalmi, történeti körülmények játszották a legnagyobb szerepet, de jelentős volt a próféták tudatos tevékenységének hatása is. A zsidó királyság intézményeinek megszilárdulása utáni szociális feszültségek legfőbb okát az idegen kultuszokban keresték, és harcot indítottak a Jahve-kultusz kizárólagosságának megvalósításáért. Az északi zsidó állam bukása után, az i. e. 7. században Josiás júdai király kizárólagossá tette Jahve kultuszát, központi helyévé a jeruzsálemi templomot tette, leromboltatta a bálványokat. A király az egységes vallást politikai tömörítő erőnek is szánta a fenyegető babiloni hatalommal szemben. A mégis bekövetkező babiloni hódítás, a zsidók elhurcolása a babiloni fogságba vallási válságot is okozott; a nép úgy érezte, istene elhagyta. Ekkor kezdték a próféták Jahvét világistenként, egyetlen istenként feltüntetni, aki büntetésképpen szabadította népére az ellenséget. A babiloni fogságban így megerősödött a monoteizmus, hiszen a nép csak úgy bízhatott a visszatérésben, ha elég hatalmasnak tartotta Jahvét arra, hogy megváltoztassa a világhelyzetet, azaz nem csak a zsidók, hanem az egész emberiség felett áll.
A zsidó vallás keretei között kialakult monoteizmus folytatásaként alakult ki később a kereszténység és az iszlám is.

### Panteizmus és deizmus
Az isteneszme, a teizmus további fejlődése vezetett a reneszánsz idején a panteizmus kialakulásához. Eszerint nem létezik Isten a világon kívül, mert maga a világ az istenség. E felfogás szerint az anyag vagy az isten emanációja, kiáramlása, vagy pedig maga az anyag rendelkezik az isteni tulajdonságokkal.
A 17. századi Angliában jelent meg az a felfogás, amely elfogadta egy személyes isten létezését a világon kívül, akinek döntő szerepe volt a világ teremtésében, de azután ez az isten kivonult a világból, nem avatkozik annak működésébe. A világ azóta a saját törvényei szerint fejlődik. Ezt az elméletet nevezik deizmusnak.
A panteizmust és a deizmust már csak egyetlen logikai lépés választja el az ateizmustól, ezért hívják szégyenlős ateizmusnak is. Az ateizmusra is vonatkozik azonban, ami a vallásokra, hogy nem logikai alapon jön létre vagy kerül elfogadásra, hanem a társadalmi-történeti tényezők alakulása nyomán.

## A marxista ateizmus

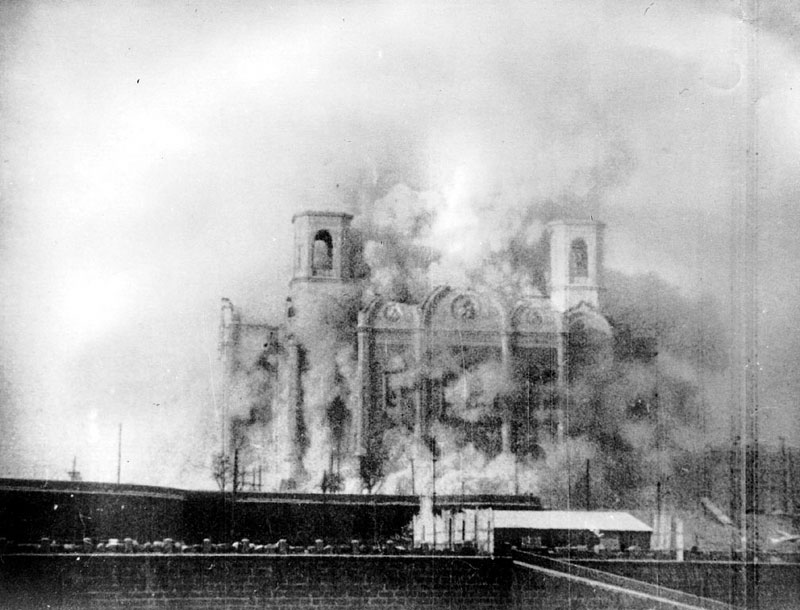
Moszkvai templomrobbantás a „harcos ateizmus” korszakában

Az ateizmus ókori és későbbi képviselői, Marx kortársai is, egyaránt abból indultak ki, hogy feltették a kérdést: létezik-e transzcendencia, majd filozófiai okfejtésük végén erre negatív választ adtak. Marx és követői azonban eleve kizárták a transzcendencia létezését. Azt ugyanakkor egy pillanatra sem vitatták, hogy az istenek a vallás révén tényleges szereplői az emberiség történelmének, amennyiben a beléjük vetett hittel cselekvő emberek tudatának révén objektív, tevékeny, gyakran uralkodó részévé válnak az emberek, elméletileg az ő saját teremtményeik életének. Marx ateizmusának lényege, hogy nem Istenből kell levezetni az embert, hanem az ember történelmi cselekedeteiből, helyzetéből, az azt uraló elidegenedésből kell megérteni az ember vallási illúzióinak világát.
Marx szerint az ember életében történelmileg és társadalmilag szükségszerű a transzcendenciába vetett hit, mindaddig, amíg nem nyílik lehetőség az ember felett uralkodó – természeti és társadalmi – idegenség leküzdésére. Az elidegenedés végső leküzdésére abban a szférában nyílik lehetőség, amiből az elidegenedés kibontakozott, az emberi munkatevékenységben, amennyiben az ember képessé válik meghaladni történelmileg adott korlátait a természet és az emberi viszonyok terén egyaránt.
Marx ateizmusa ezért nem egyszerűen Isten tagadása, hanem az ember állítása, az önmagát természeti és társadalmi értelemben megvalósítani képes ember humanista cselekvési programjának megfogalmazása.

## A szocializmus és a vallás
Lenin az Oroszországi Szociáldemokrata Munkáspárt egyik vezetőjeként 1905-ben a Novaja Zsizny folyóirat hasábjain fejtette ki álláspontját a szocializmus és a vallás összefüggéseiről.
Ebben az írásában Lenin Marx nyomán azt hangsúlyozza, hogy a munkások kizsákmányolása a fő oka a vallás létezésének és erejének.

„Aki egész életében dolgozik és nélkülöz, azt a vallás arra tanítja, hogy legyen alázatos és türelmes földi életében, a mennyei jutalom reményével vigasztalja. Akik meg mások munkájából élnek, azokat arra tanítja a vallás, hogy legyenek jótékonyak földi életükben, s ezzel nagyon olcsó mentséget ajánl nekik kizsákmányolói létükre, jutányos áron ad nekik jegyeket a mennyei boldogságra. A vallás ópium a nép számára. A vallás a szellemi pálinka egy neme, amelybe a tőkés rabszolgái belefojtják emberi mivoltukat, csak valamelyest is emberi létre való igényeiket.”

– Lenin (Novaja Zsizny, 28. szám, 1905 december 3.)

A továbbiakban Lenin síkraszáll amellett, hogy a vallást magánügynek kell tekinteni; elsősorban az állam részéről. Az államnak ne legyen köze a valláshoz, megengedhetetlen a vallás szerinti nyilvántartás. Véget kell vetni annak az állapotnak, hogy az egyház jobbágyi függésben volt az állammal szemben, az orosz állampolgárok pedig jobbágyi függőségben az állami egyházzal szemben, és továbbra is érvényben voltak középkori, inkvizíciós jellegű törvények. Az egyházat teljesen el kell választani az államtól.
Az orosz proletariátus szempontjából azonban a vallás nem magánügy, a párt nem lehet közömbös a vallási meggyőződésben megnyilvánuló szellemi sötétséggel szemben. Lenin ugyanakkor kifejti, hogy ostobaság lenne kampányt indítani a vallás ellen, arra számítani, hogy pusztán felvilágosító munkával el lehet oszlatni a vallásos hiedelmeket. Az emberiségre nehezedő vallási nyomás a gazdasági elnyomásból fakad, ezért először a kapitalizmus gazdasági elnyomása ellen kell harcolni. Ennek a harcnak az egysége fontosabb, mint hogy a proletároknak egységes véleményük legyen a mennyei paradicsomról.
A szocialista országok mindegyike ellenfélként kezelte a vallást, de a gyakorlati megfontolások tükrében ez országról-országra változott. Kína pl. megengedhette magának, hogy a keresztény vallást mint olyat törvényen kívül helyezze. Lényegében annyira támadták a vallást, amennyire a fennálló viszonyok megengedték nekik.
A Szovjetunióban a hadikommunizmus korszakában a bíróságok Isten fölött ítéletet mondtak, "és egyhangú szavazással halálra ítélték." Húsvétkor felvonulásokat rendeztek, melyeken istenkáromló képeket és jelmondatokat vittek.

## A marxista valláselmélet kritikája

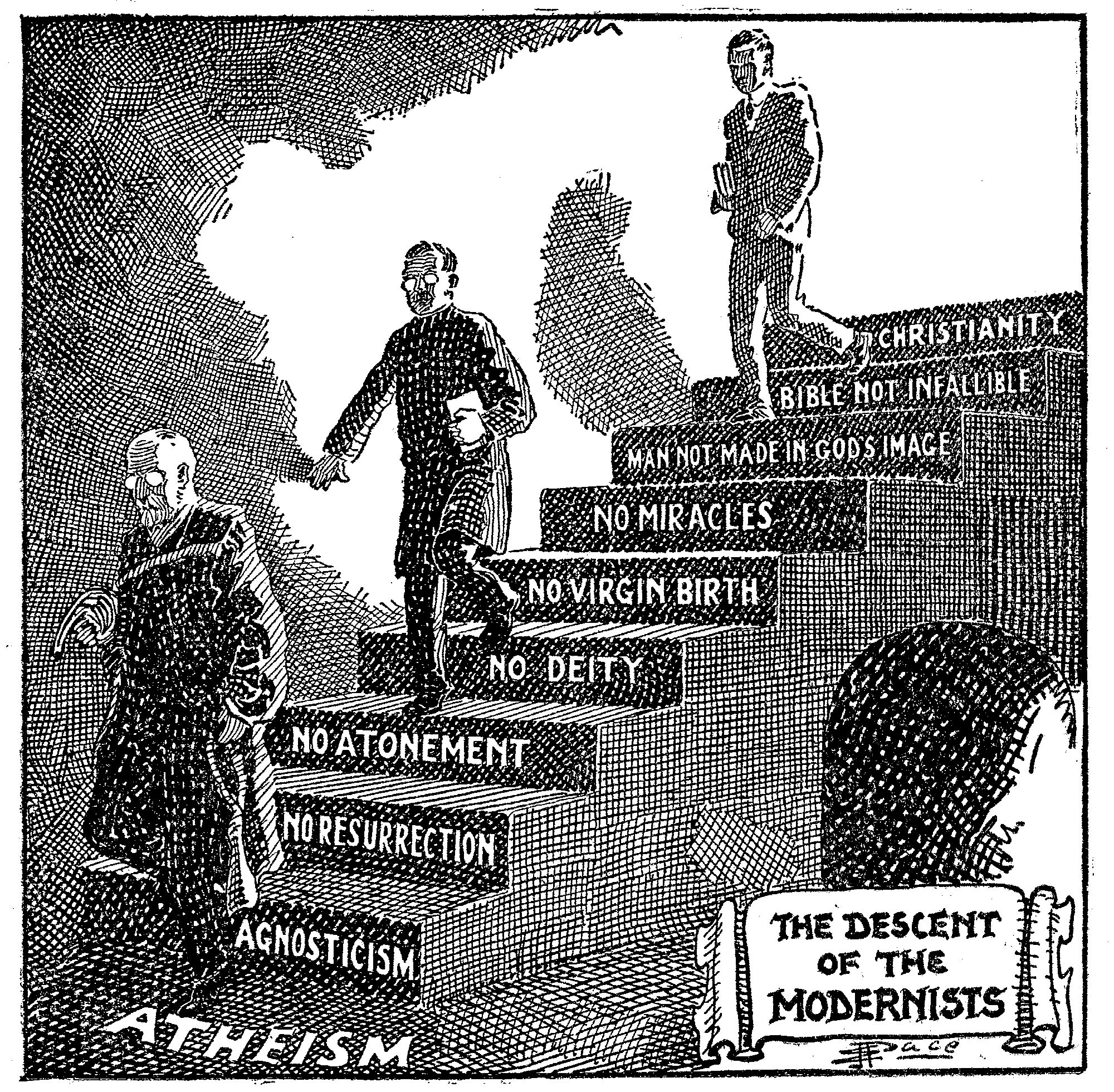
A modernisták útja a mélybe – A Biblia megkérdőjelezésétől az ateizmusig. Keresztény karikatúra, 1922.

A marxista valláselméletnek összefüggően kifejtett kritikája nem ismeretes, a rá vonatkozó kritika tulajdonképpen egybeesik a különböző vallások saját elméleteivel, az idealizmussal, mint a materializmus eszmerendszerének ellentettjével, valamint és alapvetően a marxizmus illetve az ateizmus általános kritikájával.